# SS-Obergruppenführer

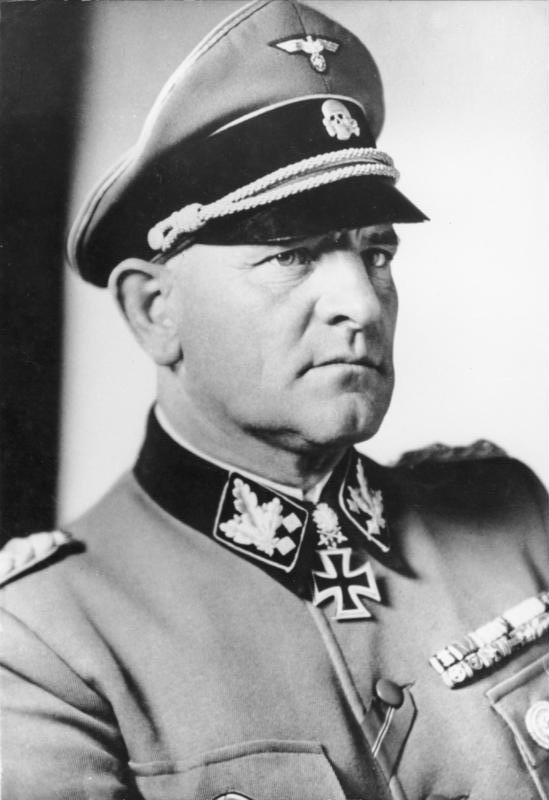
Sepp Dietrich als SS-Obergruppenführer und General der Waffen-SS

Der SS-Obergruppenführer (kurz: Ogruf; Ansprache: Obergruppenführer) war im NS-Staat bis 1942 der höchste Generalsrang der Schutzstaffel (SS) unter dem Reichsführer SS. Mit der Einführung des übergeordneten Dienstgrads eines SS-Oberst-Gruppenführers im April 1942 wurde der SS-Obergruppenführer zum zweithöchsten Generalsrang der SS.

## Rangfolge und Insignien
Dieser SS-Rang entsprach dem SA-Obergruppenführer und dem damaligen militärischen Rang General (mit dem Zusatz der Waffengattung) der Wehrmacht. Er wäre vergleichbar mit einem heutigen Generalleutnant der Bundeswehr. 
Bis Kriegsende 1945 erreichten 108 SS-Angehörige den Rang eines SS-Obergruppenführers. In der Allgemeinen SS konnte ein SS-Obergruppenführer beispielsweise als Führer eines SS-Oberabschnitts Verwendung finden, in der Waffen-SS als Führer eines Korps oder vergleichbaren Verbandes. Auch die „Höheren SS- und Polizeiführer“ (HSSPF), die in der Hierarchie direkt unter dem Reichsführer SS standen, bekleideten meist diesen Rang.
| Dienstgrad                  |                              |                                |
| niedriger: SS-Gruppenführer | SS-Obergruppenführer (Ogruf) | höher: SS-Oberst-Gruppenführer |

Bei den Abbildungen werden die Rangabzeichen oder Dienstgradabzeichen gezeigt, die als Schulterstücke und Kragenspiegel, aber auch als Ärmelabzeichen ab 1942 für Tarn- oder Spezialanzüge, getragen wurden. Die spiegelgleichen Kragenspiegel mit dem Rangabzeichen wurden an der feldgrauen Uniformjacke der Waffen-SS oder der grauen Feldbluse getragen. Die Unterlage der Schulterstücke war in der für alle Generalsränge der Waffen-SS üblichen Waffenfarbe „Silber-grau“ gehalten.
| Beförderungen zum SS-Obergruppenführer 1933 bis 1945 | Beförderungen zum SS-Obergruppenführer 1933 bis 1945 | Beförderungen zum SS-Obergruppenführer 1933 bis 1945 |
| Jahr                                                 | Zahl                                                 | Name |
| ---------------------------------------------------- | ---------------------------------------------------- | --- |
| 1933                                                 | 4                                                    | Heinrich Himmler, Rudolf Heß, Franz Xaver Schwarz, Kurt Daluege |
| 1934                                                 | 4                                                    | Fritz Weitzel, Richard Walther Darré, Walter Buch, Josef Dietrich |
| 1935                                                 | 2                                                    | Udo von Woyrsch, Friedrich-Wilhelm Krüger |
| 1936                                                 | 8                                                    | Josias zu Waldeck und Pyrmont, Max Amann, Friedrich Karl von Eberstein, Philipp Bouhler, Wolf-Heinrich von Helldorff, Friedrich Jeckeln, Werner Lorenz, August Heißmeyer |
| 1937                                                 | 1                                                    | Ernst-Heinrich Schmauser |
| 1938                                                 | 1                                                    | Friedrich Graf von der Schulenburg |
| 1939                                                 | 1                                                    | Friedrich Graf von der Schulenburg |
| 1940                                                 | 3                                                    | Joachim von Ribbentrop, Martin Bormann, Hans Lammers |
| 1941                                                 | 9                                                    | Otto Dietrich, Reinhard Heydrich, Hans-Adolf Prützmann, Erich von dem Bach-Zelewski, Wilhelm Rediess, Paul Hausser, Wilhelm Reinhard, Albert Forster, Arthur Seyss-Inquart |
| 1942                                                 | 20                                                   | Karl Kaufmann, Friedrich Hildebrandt, Karl Fiehler, Dietrich Klagges, Paul Körner, Wilhelm Murr, Fritz Sauckel, Richard Hildebrandt, Wilhelm Koppe, Theodor Berkelmann, Wilhelm Keppler, Karl Wolff, Josef Bürckel, Arthur Greiser, Theodor Eicke, Emil Mazuw, Paul Scharfe, Oswald Pohl, Walter Schmitt, Herbert Backe |
| 1943                                                 | 23                                                   | Siegfried Taubert, Joachim Albrecht Eggeling, Ernst Wilhelm Bohle, Konstantin von Neurath, Julius Schaub, Günther Pancke, Ernst Kaltenbrunner, Konrad Henlein, Ernst Sachs, Karl Hermann Frank, August Eigruber, Friedrich Rainer, Hugo Jury, Rudolf Querner, Friedrich Alpers, Gottlob Berger, Otto Hofmann, Hanns Albin Rauter, Hans Jüttner, Artur Phleps, Felix Steiner, Alfred Wünnenberg, Karl Pfeffer-Wildenbruch |
| 1944                                                 | 32                                                   | Hartmann Lauterbacher, Karl Hanke, Ulrich Greifelt, Wilhelm Stuckart, Otto Winkelmann, Hermann Höfle, Ernst-Robert Grawitz, Leonardo Conti, Franz Breithaupt, Werner Best, Maximilian von Herff, Georg Keppler, Walter Krüger, Karl Maria Demelhuber, Kurt Knoblauch, Curt von Gottberg, Oskar Schwerk, Heinrich von Maur, Karl Wahl, Fritz Wächtler, Jürgen von Kamptz, Erwin Rösener, Benno Martin, Gustav Adolf Scheel, Paul Wegener, Karl Gutenberger, Carl Albrecht Oberg, Wilhelm Bittrich, Matthias Kleinheisterkamp, August Frank, Fritz Schlessmann, Herbert Otto Gille |
| 1945                                                 | 1                                                    | Hans Kammler |